# كمة الدخان

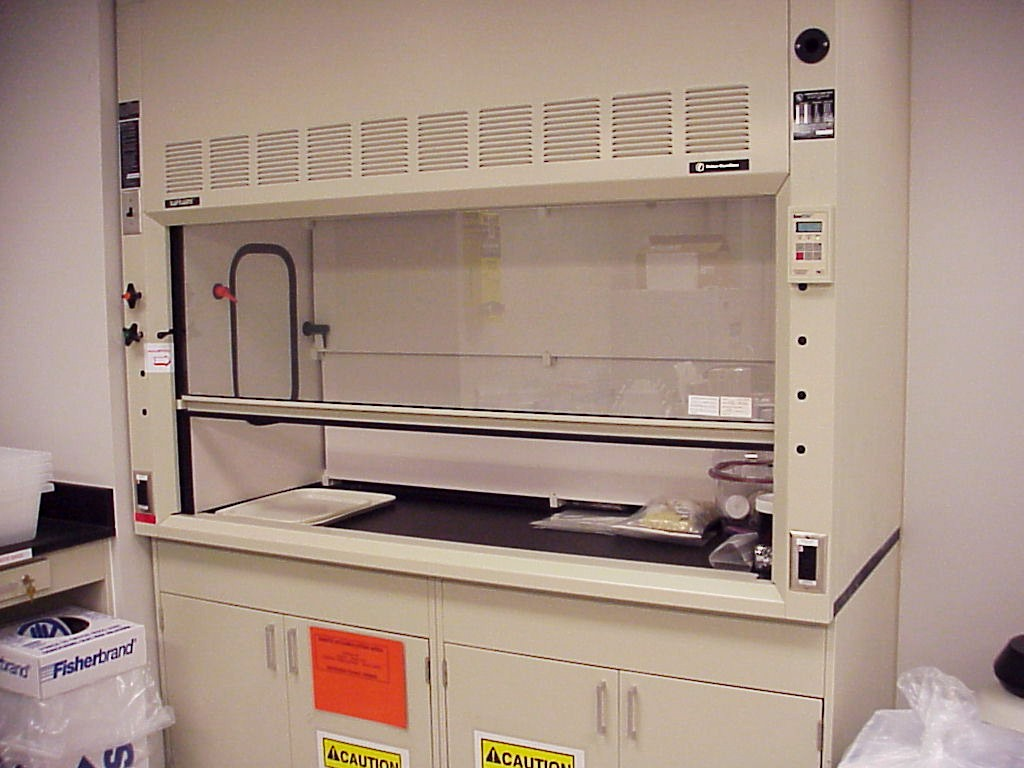

كُمَّةُ الدُّخان أو مخلية الدخان أو داخونة الدخين أو غطاء محرك الأبخرة أو خزانة الأبخرة أو دولاب الأبخرة هو نوع من الدواليب في شكل خزنة مغلقة للتهوية. وهو جهاز مصمم للحد من التعرض إلى الأبخرة الخطرة أو الضارة، أو الغبار.
غطاء الابخرة هو عادة قطعة كبيرة من المعدات، يوجد نوعان رئيسيان، أنبوبي وإعادة تدوير.
المبدأ هو نفسه بالنسبة لكلا النوعين: ويوجه الهواء في من الجبهة (مفتوحة) من جانب، وطرد إما خارج المبنى أو جعلها آمنة من خلال الترشيح وإعادة ادخالها في غرفة.
أنواع الأخرى ذات الصلة من أجهزة التهوية المحلية وتشمل: مقاعد نظيفة، وخزانات السلامة البيولوجية، صناديق القفازات وعوادم غص. جميع هذه الأجهزة تلبية الحاجة للسيطرة على المخاطر المحمولة جوا أو المهيجات التي يتم إنشاؤها عادة أو الإفراج عنهم ضمن جهاز التهوية المحلية. وقد صممت جميع أجهزة التهوية المحلية لمعالجة واحد أو أكثر من ثلاثة أهداف رئيسية هي:
- حماية المستخدم.(شفاطات الدخان، خزانات السلامة البيولوجية، والقفازات صناديق)؛

حماية المنتج أو تجربة (خزانات السلامة البيولوجية، والقفازات صناديق)؛
حماية البيئة (إعادة توزيع اغطية الدخان، وبعض خزانات السلامة البيولوجية، وأي نوع آخر عندما مزودة الفلاتر المناسبة في تيار الهواء العادم).
هناك وظائف ثانوية من هذه الأجهزة تشمل حماية الانفجار، لاحتواء التسرب، وغيرها من المهام الضرورية للعمل الذي تقوم به داخل الجهاز.
مصطلح عام ولكن غير محددة لبعض هذه الأجهزة التهوية المحلية رقائقي تدفق مجلس الوزراء. ربما هذه الفئة تشمل المقاعد النظيفة، وخزانات السلامة البيولوجية وغيرها من الأجهزة يتميز ببساطة بسبب طبيعة رقائقي تدفق الهواء بها. تدفق رقائقي مدة مجلس الوزراء، ولكن، ليست كافية لتحديد التصميم الفعلي والاستخدام - بعض من شأنها حماية المنتج ولكن ليس للمستخدم، وغيرها من شأنها حماية على حد سواء. وكانت المصطلحات لأجهزة التهوية المحلية، وتبقى، غير واضحة وغير محددة، وينصح القارئ إلى عناية خاصة في اختيارها ومواصفات بناء على أي من الأهداف الرئيسية الثلاثة (المذكورة أعلاه) أن تتحقق.

## ملامح التصميم
شفاطات الدخان تحمي عادة فقط للمستخدم، وهي الأكثر شيوعا في المختبرات حيث تطلق المواد الكيميائية الأبخرة الخطرة أو الضارة خلال الاختبار أو البحث والتطوير أو التدريس. كما أنها تستخدم في التطبيقات الصناعية أو غيرها من الأنشطة التي يتم فيها تصاعد الأبخرة الخطرة أو السامة أو الغازات أو الغبار.
تكون مفتوحة من جانب واحد. (الجبهة) من غطاء الدخان مفتوحة للغرفة التي يشغلها المستخدم، ويحتمل أن تكون ملوثة للهواء داخل غطاء الدخان، والتدفق المناسب للهواء من غرفة إلى غطاء محرك السيارة أمر بالغ الأهمية لوظيفته. وتركز جزء كبير من التصميم غطاء الدخان وعملية على تحقيق أقصى قدر من الاحتواء المناسب من الهواء والأبخرة داخل غطاء محرك السيارة الدخان.
كما تم تصميم معظم أغطية الابخرة للاتصال بالنظم التي تطرد الهواء مباشرة إلى السطح الخارجي للمبنى، دون الحاجة إلى كميات كبيرة من الطاقة لتشغيل مراوح العادم في الهواء، والحرارة، و، مرشح بارد، ومراقبة ونقل الجوي من شأنها أن تحل محل الهواء استنفدت. وقد ركزت الجهود التي بذلت مؤخرا كبيرة في غطاء محرك السيارة الدخان والتهوية وتصميم النظام على الحد من الطاقة المستخدمة لتشغيل شفاطات الدخان وأنظمتها الداعمة للتهوية.

## نظام موازنة الغطاء «Sash»
- نظام كابلات وبكرة - عادة يكون كابل الفولاذ المقاوم للصدأ على عجلة تدير البكرات بشكل مستقل إلى الثقل الموازن. ويمكن ربط نظام موازنة الكابل عندما يرفع المستخدم الغطاء من إحدى النهايات، والكابلات سوف تتحرك عبر البكرات بمعدلات مختلفة. يتطلب هذا النظام الصيانة الدورية للمحافظة على الكابلات من الكسر على مر الزمن.
- نظام سلسلة العجلة المسننة - عادة سلسلة صلابة (على شكل سلسلة الدراجة) تدير أكثر أسنان العجلة إلى الثقل الموازن. هي التي تعلق على أسنان العجلة في الصعود إلى محور واحد، والذي يسمح لها بالدوران في نفس الوقت. وهذا نظام تحريك بسلاسة بغض النظر عن المكان الذي يختاره المستخدم لرفع اللوح على طول وعرض الغطاء. هذا مهم بشكل خاص على اغطية أطول حيث أن المستخدم يمكن رفع اللوح في نهاية واحدة. هذا النظام لديه عمر وأجل غير مسمى مع قليل من الصيانة.

## وصلات خارجية
- Northwestern University Office for Research Safety - The Chemical Fume Hood Handbook
- Lab Manager Magazine: CAV, RAV & VAV
- University of Louisville's Chemical Hood User's Guide
- Information from the University of Bath in the UK
- The Fume Hood Resource Center by Lab Manager Magazine
- University of Toronto's Guide to running a sash-shutting campaign